# Donte Moncrief
Pour les articles homonymes, voir Moncrief.
(en) Statistiques sur pro-football-reference
Donte Rakeem Moncrief, né le 6 août 1993 à Raleigh, Mississippi, est un américain, joueur professionnel de football américain évoluant au poste de wide receiver au sein de la National Football League (NFL).
Il joue depuis 2019 pour la franchise des Steelers de Pitsburgh. 
Issu de l'équipe universitaire des Rebels d'Ole Miss, il a également évolué chez les Colts d'Indianapolis qui l'avaient sélectionné en 90e choix global lors du troisième tour de la draft 2014 de la NFL.